# Aaroniella maculosa
Aaroniella maculosa är en insektsart som först beskrevs av Samuel Francis Aaron 1883.  Aaroniella maculosa ingår i släktet Aaroniella och familjen gluggmärkestövsländor. Inga underarter finns listade i Catalogue of Life.